# Generic Access Profile
Generic Access Profile (GAP) — ETSI стандарт EN 300 444, описывающий набор обязательных требований, позволяющий любой базовой станции, удовлетворяющей стандарту DECT, взаимодействовать с любыми другими поддерживающими DECT частями (трубкой) для предоставления основных услуг телефонии при подключении к сети по частоте 3,1 кГц (в соответствии с EN 300 176-2).
Целью GAP является обеспечение взаимодействия на границе воздушной среды (например, радиосоединение) и на уровне процедуры установления, поддержания и разъединения телефонных вызовов (управление звонками). GAP также предусматривает процедуры для регистрации подвижных частей (трубок) на стационарной части (базе).
Так, если приобретается GAP-совместимая радиотрубка одного производителя, то она должна работать с GAP-совместимой базой другого производителя по крайней мере с основным набором функций, необходимых для совершения звонков. При этом трубки не обязательно будут иметь возможность доступа к расширенным функциям базовой станции, таким как синхронизация телефонной книги или дистанционному управлению автоответчиком, встроенным в базу. Большинство DECT телефонов потребительского уровня и базовых станций поддерживает GAP Profile, даже те, которые не заявляют эту возможность, и, следовательно, могут использоваться совместно. Однако некоторые производители блокируют свои системы таким образом, что они не будут взаимодействовать или предоставлять базы для регистрации новых телефонных трубок.
GAP не описывает, как именно базовая часть подключается к внешней телефонной сети.